# メドゥーサ (漫画)
『メドゥーサ』は、かわぐちかいじの漫画作品。ビッグコミックで連載されていた。

## 概要
1970年代から1990年代までの日本の政治を、大学紛争やテロリズムという反体制側の視点と、日本政界という体制側の視点の二つから考察する形でストーリーが進む。
ストーリーは基本的にはフィクションであるが、実際の事件や人物がモチーフ、あるいはモデルとして取りこまれている。
互いを密かに想いあっていた男女が別の道を歩く直前に、二人のツーショット写真が切符のように破れ、相手の映った写真をそれぞれ持ち続けることになる、その場面が印象的に描かれている。

## あらすじ
学生運動が盛んな時代。与党大物政治家を父に持つ血の繋がらない二人の兄妹、榊龍男と榊陽子。二人は互いを密かに想いながらも、別の道を歩んでいく。龍男は急死した父親の後を継いで政権党代議士となり、陽子は学生運動家から中東に渡り革命戦士となる。
「明るい未来と豊かな社会のため」、それぞれの方法で戦う二人。その戦いが、一旦は離れたはずの二人を再び近づけていく。

## 登場人物

### メインキャラクター
榊龍男
孤児だったが、大物政治家である榊龍太郎の養子となり、龍太郎より自身の名を一文字取って「龍男」と名付けられた。自身の生い立ちから、金、教育のどちらも貧しさは人をゆがませる、と感じており、それらを与えてくれた義父龍太郎には素直に感謝している。
城南大学政経学部出身。大学生時代、活動中の陽子に会うために単身でバリケードに乗り込んだり、自身に集団で自己批判を迫ったゲバルト学生たちに対し、非暴力を訴えるために暴力を振るう事の矛盾を指摘して反論するなど、政治家として何よりも必要な、強い信念と高い理想を持ち、人の心に踏み込んでいく事を恐れない人物であり、その資質を義父からも評価され、見込まれていた。
大学卒業後は内側からの政治改革を目指し、父親の後を継いで民自党衆議院議員となる。選挙区は福岡5区。早くから丸菱グループをバックにつける一方、大胆で透明度の高い選挙戦を展開。内閣官房副長官や外務大臣などの要職を歴任、さらには若くして総理大臣にまで上り詰める。
榊陽子
榊龍太郎の次女。三姉妹の次姉。義兄である龍男とはわずか2ヶ月違いの妹である。
父龍太郎に対しては、その権力闘争を間近で見て育ち、また労使問題で友人家族を切り捨てた事、そして同い年の龍男を政治家としての後継ぎにした事から、屈折した愛情を抱いている。また、そうした事情から政治や権力に対して強い不信感を抱き、反権力の闘士として歩み始める。
見る者の背筋を震わせるほどの美人であり、その信念と気迫でノンポリ学生をたちまち運動家に変えてしまうオルグの凄腕ぶりから、「メドゥーサ」というコードネームを持つ。
城東大学文学部在学時には大学紛争に参加。大学封鎖からの機動隊との攻防戦の最中、混乱の中で発生した機動隊員の死亡事故に巻き込まれ、脱出して潜伏、地下活動に入る。後にハイジャック事件を起こし、出国してパレスチナを中心に活動する革命戦士となる。
中東で偽装爆死をしたため、一時期は死亡したものと判断されて国際指名手配が外されていた。パレスチナゲリラの中では穏健派として動いている。

### 日本の政治家・実力者
榊龍太郎
民自党の大物政治家。佐倉派。選挙区は福岡5区。
自らの後継者に男児を望んでいたが、妻との間に生まれたのは陽子を含めた娘3人であり、愛人に生ませた子も全員女だったため、知人が営んでいた孤児院で出会った少年と絆を深めた末に養子として引き取り、自分の名である龍太郎から龍の一字を取って「龍男」と名付けた。一方、長女の静子によると、昔から陽子に対しては大甘であり、龍男を説得に向かわせたり、また大学攻防戦の際には徹夜で様子を見守るなど、実は理解と深い愛情を抱いていた。後に精神的な負担から病に倒れるが、今わの際に「陽子、許してくれ」と心情を吐露した。
田丸善太
民自党の大物政治家。選挙区は新潟5区。
不平不満を無くすものは金や資本であり、国民全員の生活が豊かになれば不満がなくなり幸せになれるという考えの持ち主。小学校しか出ていないが、政治家としては30代で民自党幹事長となり、コンピューター付きブルドーザーという異名を持つほどの強引な集金力と動員力で首相に就任する。首相退任後に疑獄事件で逮捕され、離党するも自派閥によって政界に影響力を及ぼしていたが、松下に造反されて以降は影響力が低下する。心臓病で引退して以降は世田谷の自宅にこもりっきりになっていた。
榊龍太郎の友人であり、龍太郎の家族問題を心配するほどの間柄であった。また、学生時代の龍男に対してその生意気さを一喝。下足番として門下に加え、後には娘婿として迎え入れ、政治家として鍛え上げた。龍男の能力を高く評価しており、病床にありながらバックアップをし続けた。
小倉一郎
民自党衆議院議員。松下派。選挙区は群馬3区。
経済通で、次世代のリーダーと目されている。毎週猛烈な勉強会を開き、テロにも屈しない信念を持つ。民自党副幹事長や大蔵大臣など政治要職を歴任。
後に龍男の盟友となる。
鳥海繁樹
民自党の政治家。首相として致命的なエラーは犯さず世間受けは悪くなかったが、マスコミには松下派のリモコン、リリーフと陰口を叩かれている。
江尻洋介
社民党委員長。ローズ・ガーデン疑獄が発覚した際に証人喚問で重宗を追及するなど、政界において民自党政権打倒の流れを作れる野党の大物人物。
狩野信夫
外務省中東課長。日本のアラブへの姿勢について外務省の立場からコメントできる立場にいるが、本来は省の方針に口出しする度胸のある人間ではない。将来の次官コースに乗っている。イニシャルが「Y･K」となっている場面がある。
重宗裕介
民自党の大物政治家。民自党資源研究会最高顧問で元通産大臣。日本の石油戦略においてはアラブ寄り姿勢である。ローズ・ガーデン疑獄でアラブから収賄を受けている。
阿刀田
民自党の政治家。法務大臣。民自党佐倉派の重鎮。とき号ハイジャック事件では警視総監として乗客の人命尊重を名目にハイジャッカーの亡命という超法規的措置を事実上黙認した。
丸越信三
民自党の政治家。田丸派内で領袖田丸が押さえつけようとする中で、松下をニューリーダーにすべく奔走する。民自党総務委員長など政治要職を歴任。
橋上龍三郎
民自党の政治家。民自党副幹事長。最も集票力のある民自党の切り札として、龍男の選挙区である福岡5区で対立候補として立候補する。民自党松下派。
松下登
民自党の大物政治家。金配り、気配りの天才で、党内のきりもりには手腕を発揮する寝業師。周囲からニューリーダーと目され、田丸派で領袖の田丸に造反する形で松下派を結成。派閥調整力で首相に就任する。
佐倉
内閣総理大臣として長期政権を保ち、沖縄返還を実現して退陣。首相退任後も自派閥によって政界に影響力を及ぼしている。

### 捜査関係者
小室
過激派による爆弾テロを調査している警察官。後に龍男の24時間警備となり、龍男とともに公安事件の捜査をしていくことになる。新宿騒乱時は第四機動隊で出動していた。
鬼頭
警視庁警備局長。警察に入ってから公安一筋に歩く。とき号ハイジャック事件では警視庁公安部長としてハイジャッカーの亡命という超法規的措置に抗議するなど、硬骨漢として知られる。ローズ・ガーデン疑獄重要参考人で公安事件の重要容疑者である陽子を取り調べる。
三木
警察官。鬼頭の部下。ローズ・ガーデン疑獄重要参考人で公安事件の重要容疑者である陽子を取り調べる。
十津川
警察官。鬼頭の部下。ローズ・ガーデン疑獄重要参考人で公安事件の重要容疑者である陽子を取り調べる。
神谷力
東京地検特捜検事。特定の政治家のヒモはついていない。モノサシの目盛りが狂っているのは我慢ができない性分と語り、ローズ・ガーデン疑獄の調査を開始する。

### 龍夫の関係者・協力者
田丸麗子
田丸善太の娘。桂木女子大出身。後に榊龍男と結婚して榊麗子となる。
自分の結婚相手は、父に堂々と意見を述べられる人と決めており、偶々パーティ会場でそれを実行した龍男に関心を持った。田丸の門下に入った龍男を応援し続け、その政治家としての資質を確信する。龍男の選挙にもパートナーとして奔走し、絆が生まれる中でプロポーズを受けた。後に息子龍彦が生まれ、賢夫人として政治家の龍男を支えていく。一方で、龍男の陽子への感情が、結婚後も続いているのではないかとの疑念を抱き続けている。
寺田徹
龍男の大学時代からの友人。城南大卒業後は、通信社JPプレス社に入社。きな臭い地域の前線を渡り歩き、その取材力には定評がある。外信部デスク。
政治疑惑を追う中でバンダルの部下に命を狙われ、それでも屈しなかったために圧力をかけられたが、あえて社を辞し、フリージャーナリストとなって追及を続ける。
稲村栄一
丸菱商事社長。日本政界の闇を暴くために榊と手を組み、政治改革キャンペーンをする毎朝新聞を支援する。
林良洋平
毎朝新聞政治部デスク。毎朝新聞における政治改革キャンペーンの中心人物である。
榊龍之介の妻
榊龍之介の妻であり陽子の母。龍男の養母でもある。妻として養母として政治家を支えた。西海電鉄取締役。
榊龍彦
榊龍男と麗子の息子。
牧田
榊龍男の秘書。龍男から陽子が生存して活動を続けることを聞かされるなど、秘書として重宝されている。
野村貢
毎朝新聞社主。丸菱商事の支援を受ける形で、毎朝新聞として政治改革キャンペーンを行う。
稲村茂
丸菱商事会長。企業に必要なものは勇気と信頼という考えを持っている。

### 関東電力関係者
大谷
関東電力社長。房東原子力発電所占拠事件で対応に当たる。
奥山
房東原発所長。原発の構造を熟知している。房東原子力発電所占拠事件で対応に当たる。

### ロシアの政治家
ドプチェク
ロシアの外務大臣。市場経済へ移行するロシアにとって、国家運営に欠かせないシベリアの天然資源と石油に関する採掘技術と資金投資を日本政府に求め、日本に訪問する。

### 中東交流所研究所関係者
サニア・バンダル
アラブの王族の王子。中東交流所研究所所長であり外交官。イギリスで教育を受けたテクノクラートでOPEC理事を歴任、西側諸国でロビー活動を行っている。アラブの利益を大義としているが、実際は石油価格の操作と世界に安定した顧客を持つことしか関心がない。
日本では高級娼館「ローズ・ガーデン」を運営、政治家を顧客として抱き込み、政界工作を行っている。ロビー活動の場にホステスとして潜り込んだ陽子の正体を知りながら、逆にローズ・ガーデンの娼婦として取り込み、大物フィクサー天動要を籠絡するための武器にしようとする。
ロイ
バンダルの部下。バンダルの意を汲んで、様々な非合法活動に着手している。バンダルの政治工作を調査していた寺田を事故に見せかけて殺害しようとし、それに失敗すると新聞社に圧力をかけて調査を中止させようとした。また、ローズ・ガーデンのスキャンダルが発覚した時には、口封じのため、部下に全娼婦の殺害を命じた。
ユン・イ・サン
高級娼館「ローズ・ガーデン」の給仕。香港出身。
文化大革命に巻き込まれ、粛清を逃れて日本に密入国した過去を持つ。
マンションに軟禁され、逃げ出そうとすれば殺されるというローズ・ガーデンの娼婦たちの運命を目の当たりにしながらも、与えられた役割を淡々とこなし、バンダルからも感情のない女だと思われていた。だが心の底には強い意志を秘めており、陽子の身の回りを世話するうち、彼女の味方となり、スキャンダルの証拠品の管理など、密かに協力を行った。

### 天動グループ関係者
天動要
世界のホテル王と言われる東亜興業社主。政治家と暴力団を陰で操り、日本の司法をも動かせる戦後最大の大物フィクサー。バンダルから紹介された陽子に興味を持ち、陽子の身柄を担保とした取引を行う。
門馬英明
右翼。自分の命令によって命を投げ出せる若者を何万人も従えている求心力の持ち主。天動の古い友人の息子。大蔵大臣の襲撃やローズ・ガーデン疑獄重要証人の暗殺を指揮。
風間
天動の腹心。満州で孤児だったのを天動に拾われて育てられた。女性に全く反応しないため天動から信頼されている。
ジェームズ・F・ウィロビー
アメリカ合衆国の資産家。米国議会に相当な力を持ち、米国大統領をも動かせる米国政権の大スポンサーであり最長老。天動の盟友であり、戦後にGHQ民政局の少将として天動が満州の関東軍から強奪した莫大な金塊を、GHQの権限を使って金塊を天動と山分けにする条件で売りさばいた。天動の意向を聞き入れ、毎朝新聞を支援する丸菱商事の通信衛星打ち上げプロジェクトの破談を米国政権に働きかけ、日本保守政権転覆を阻止しようと動く。

### パレスチナゲリラ関係者
パダウィ
パレスチナを中心に活動する反イスラエル組織のリーダー。武装闘争方針を転換し、内部の過激派に対処しながら、和平を結ぼうとしている。
ジャマル
パダウィの腹心。陽子らの国境越えために偽造パスポートを調達している。
ハッサン
パダウィに心酔する少年。中東と日本で陽子と行動を共にしている。第四次中東戦争の中で両親を失い、難民キャンプで育ってきた。バンダルに捕らえられている陽子の奪還を目論み、レストランで襲撃事件を起こす。
エミリオ
日本で陽子と行動を共にしている。ハッサンとともに陽子の奪還を試みるが、バンダル側の銃撃を受け死亡。
来島冴子
青森県出身。東北大学卒業後に陽子に憧れてその後を追い、アラブの革命活動に参加。テルアビル爆弾テロ事件において仲間と共に爆死した。
山路敏彦
大学紛争の学生運動のリーダーであり、城東大学在学時から新宿騒乱を指揮するなど、活動家として当局にも知られていた。
城東大攻防戦で機動隊員から陽子を庇おうとしたはずみに死亡事故を引き起こし、陽子を連れて脱出、潜伏して地下活動に入る。
機動隊員を殺してしまったときは泣き叫ぶほど動揺していたが、主義のために殺してしまった彼に報いるには主義を貫き通して死ぬしかないと決意、過激派となる。武装戦線S派に所属し、ハイジャックを起こして中東に亡命。後にパレスチナを中心に活動する革命戦士「ムハマド」を名乗る。パレスチナゲリラの中では強硬派として動いている。国際指名手配されている。

## 作中の出来事
10.21国際反戦デー
安保自動延長に絡んで1968年10月21日に新宿駅でデモが行われた。一部過激学生が過激なデモを行ったため、警察は騒乱罪を適用し学生らを一斉検挙する。後に新宿騒乱と呼ばれる事になった。
城東大攻防戦
医学部インターン問題を端を発した大学紛争。各学部を巻き込んで拡大、全戦委の下でバリケードをたて、ストライキに突入した。
城東大シンボルである時計台大講堂でバリケードを死守する全闘委に対し、政府と大学側は機動隊による排除を決定、その過程で機動隊員の死亡事故が発生した。
大阪交番襲撃事件
大阪で交番が次々と襲撃されて短銃が奪われる事件が発生。武装戦線S派が犯行声明を出す。
とき号ハイジャック事件
武装戦線S派の山路敏彦と榊陽子ら9人が東京発の飛行機をハイジャック、中東に亡命を画策。日本政府は人質の救出を優先し、政務次官が身代わりとなって乗客を解放させた上で、武装戦線S派の中東行きを許す超法規的措置を取った。
テルアビブ爆弾テロ事件
イスラエルのテルアビブでパレスチナゲリラ5人による爆弾テロが発生。パレスチナゲリラ5人は全員死亡。死亡したゲリラの中にいた女性は、遺体の損傷が激しく指紋採取ができず、遺留品と血液型、ゲリラの証言から榊陽子と判断された。
大地の剣爆弾テロ
パレスチナゲリラ「大地の剣」による連続爆弾テロ事件。15人の死傷者を出した東京青山多目的ホール爆破事件やドイツ鉄道爆破未遂事件を起こす。
ローズ・ガーデン疑獄
アラブの王族の王子であるバンダルが高級娼館「ローズ・ガーデン」を経営し、日本政府高官に高級娼婦をあてがうことで日本政府高官にアラブへの利益誘導を要求していた事件。
中東交流所研究所所長襲撃事件
日本のレストランで爆弾テロが発生し、バンダル中東交流所研究所所長が襲われ、バンダルの経営する娼館、ローズ・ガーデンの娼婦として潜入していた陽子が奪還された。バンダル側の応戦もあり、双方で5人の死者が発生したが、報道からはその事情が全て消されていた。
シー・プリンセス事件
バンダルがクルーザー「シー・プリンセス」で陽子を連れて外国に逃亡しようとする。しかし、陽子の書置きメモから天動が察知し、天動の武装勢力が襲撃。船上で激しい銃撃戦が発生し、バンダル配下が少なくとも10人死亡した。天動の武装勢力が陽子を連れ戻した。
小倉大臣襲撃事件
小倉一郎大蔵大臣が議員会館前で男に刃物で襲撃される。小倉大臣は全治2ヶ月の重傷を負った。天動が自身の闇部分を暴かれて民自党政権が転覆するのを防ぐため、松下派内で結束力が強く、民自党派中派と目され政界再編の鍵を握る、小倉グループへの牽制を目的として、右翼の門馬に襲撃事件を依頼した。
パダウィ議長銃撃事件
パレスチナとイスラエルの和平に向けた首脳会談の当日、パレスチナ代表のパダウィ議長が公然の面前で中東革命戦士のムハマドに銃撃され、意識不明の重態になる事件が発生。パレスチナで暴動が再発し、高まりつつあった和平の気運が削がれる事となった。
バンダルグループ連続殺人事件
中東革命戦士のムハマドこと山路敏彦が、バンダルグループを次々と殺害する事件が発生。山路は高性能プラスチック爆弾でバンダルを爆死させ、また日本にいるバンダルの配下に高性能プラスチック爆弾を飲ませて武器を脅し取り、用済みになると爆死させ、首を刃物で切り取ると言う凶悪事件を引き起こす。これは山路による房東原子力発電所メルトダウン計画への布石にすぎなかった。
房東原子力発電所占拠事件
山路敏彦は公安事件の刑事被告人である榊陽子を乗せた護送車を襲撃、テレビ局の中継車クルーを人質にヘリコプターを要求。陽子を人質に千葉県の房東原子力発電所に侵入、中央制御室を占拠。5段階の非常炉心冷却装置を解除し、冷却パイプに爆弾を仕掛けてメルトダウンを画策した。作中ではこの計画が実行された場合、核分裂生成物が風に乗って日本全土に降り注ぎ、広島型原爆の1千倍の量の核分裂生成物が1時間で東京の空を覆う、とされている。